# Wojciech Borowiusz

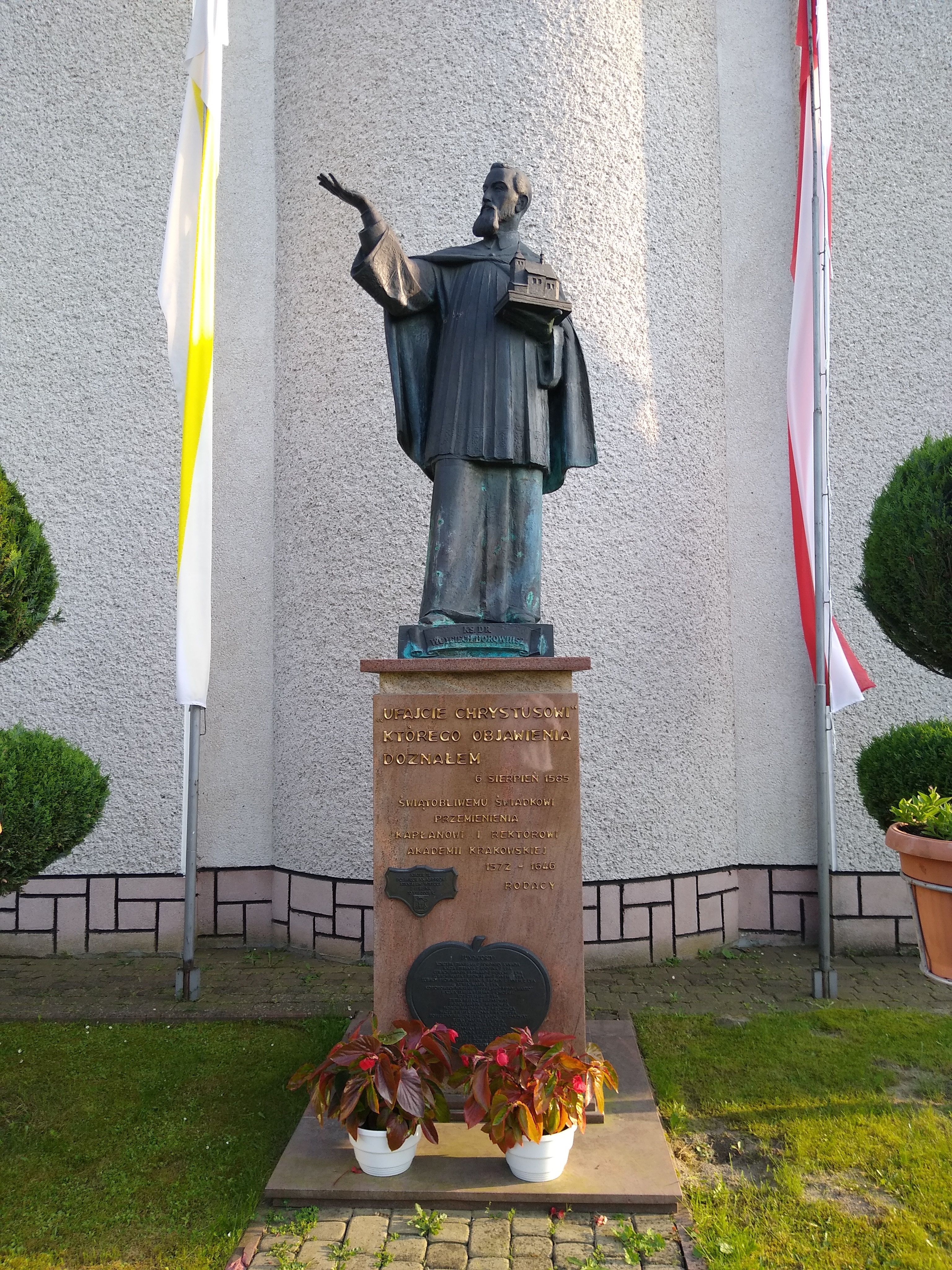
Pomnik Wojciecha Boromeusza w Cmolasie

Wojciech Borowiusz, również Wojciech Borowski (ur. 1572 w Cmolasie, zm. 13 lipca 1646 w Krakowie) – polski rektor Akademii Krakowskiej.

## Życiorys
Urodził się w szlacheckiej rodzinie herbu Hołobok. W wieku 13 lat, 6 sierpnia 1585, wracając ze szkoły, miał doznać objawienia i zobaczyć otworzone niebo i Pana Jezusa z rozciągnionymi rękami, koło którego było wielu świętych. Według starej tablicy z archiwum parafialnego widzenie trwało kilka pacierzy.
W 1593 ukończył szkołę parafialną i podjął naukę na Akademii Krakowskiej, studiował teologię i filozofię. W 1598 uzyskał magisterium sztuk wyzwolonych oraz doktorat z filozofii. 20 kwietnia 1612 otrzymał święcenia wyższe: subdiakonatu, diakonatu i prezbiteratu i został kanonikiem i proboszczem kolegiaty św. Floriana na Kleparzu. W 1627 uzyskał doktorat w teologii i od 1632 pełnił funkcję dziekana Wydziału Filozoficznego Akademii Krakowskiej. Prowadził wykłady z arytmetyki i komentował pisma Arystotelesa i Cycerona. Przed 1625 został proboszczem parafii w Pajęcznie. Pełnił funkcję rektora Akademii Krakowskiej w latach 1627-1628, 1637-1639.
Według tablicy epitafijnej z kościoła św. Floriana w Krakowie pełnił również funkcję prepozyta krakowskiej kolegiaty Wszystkich Świętych oraz kanonika kapituły w Skarbimierzu, a także kaznodziei na zamku krakowskim.